# Volkswagen Autoeuropa

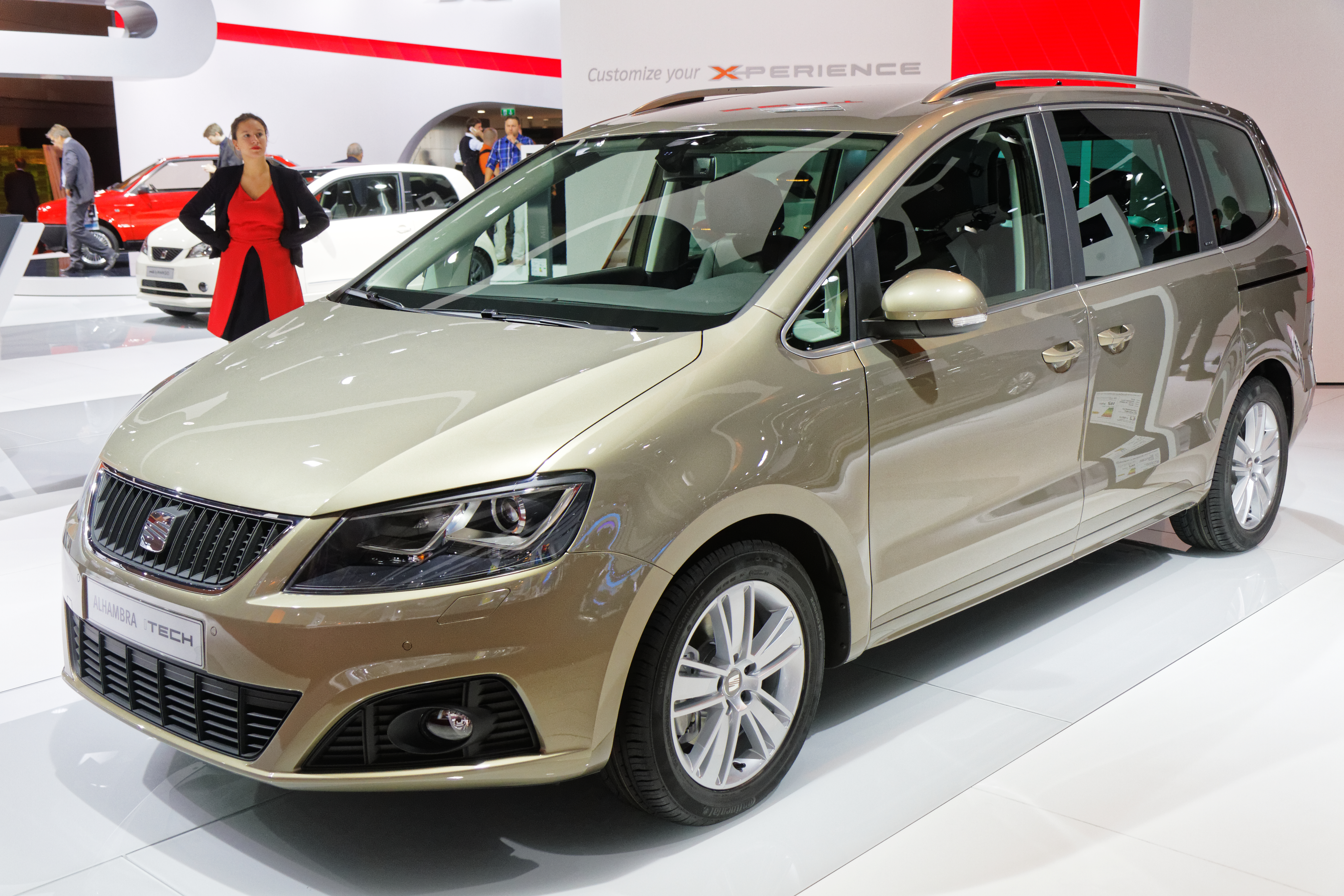
SEAT Alhambra II

Volkswagen Autoeuropa Lda. is een Portugese autofabrikant gevestigd in Quinta do Anjo, een plaats in de gemeente Palmela. 
Volkswagen Autoeuropa is de grootste buitenlandse industriële investering in Portugal. Het fabrieksterrein heeft een totale oppervlakte van 2.000.000 m2, waarvan 900.000 m2 bestemd voor de fabriek en 1.100.000 m2 bestemd voor het industriële park.

## Geschiedenis
Volkswagen Autoeuropa werd in 1991 opgericht als een joint venture van Ford Motor Company (50 procent) en Volkswagen AG (50 procent). De productie van de Volkswagen Sharan, SEAT Alhambra en Ford Galaxy begon in 1995. In 1999 verwierf Volkswagen de resterende aandelen in Volkswagen Autoeuropa.
De fabriek produceerde in 2003 zijn miljoenste MPV. In 2006 begon Volkswagen Autoeuropa met de productie van de Volkswagen Eos. De Volkswagen Scirocco werd in 2008 aan Autoeuropa toegewezen, het jaar waarin de fabriek ook de mijlpaal van 1.500.000 voertuigen bereikte. In 2010 begon Volkswagen Autoeuropa met de productie van de nieuwe generatie Sharan en SEAT Alhambra, gevolgd door de gefacelifte Eos in 2011. In 2013 bereikte de perserij van Volkswagen Autoeuropa de mijlpaal van 10 miljoen onderdelen.
De productie van de gefacelifte Scirocco begon in 2014. Ook in 2014 werd een contract ondertekend tussen AICEP (Agência para o Investimento e Comércio Externo de Portugal, "Portugees agentschap voor investeringen en buitenlandse handel") en Volkswagen Autoeuropa voor de investering van ongeveer € 670 miljoen tussen 2014 en 2018. De investering omvatte de introductie van het MQB-platform, een modulair standaardplatform voor alle toekomstige Volkswagen-modellen.
In 2016 vierde Volkswagen Autoeuropa zijn 25-jarig jubileum en in 2017 werd de fabriek omgebouwd voor een nieuw product, de Volkswagen T-Roc, en een nieuw werkmodel dat in de daarop volgende jaren tot een aanzienlijke volumegroei zou moeten leiden. Vanwege de productietoename van de productie begon de fabriek in 2018 met een volcontinumodel dat eerder alleen in 1998 werd gebruikt.